# Jeolla Meridionale
La provincia del Jeolla Meridionale (Jeollanam-do; 전라 남도; 全羅南道) è una delle suddivisioni amministrative della Corea del Sud. Essa venne creata nel 1896 insieme alla provincia del Jeolla Settentrionale dalla divisione della precedente provincia di Jeolla.
Il capoluogo della provincia è dal 2005 Namak, villaggio della contea di Muan. La precedente capitale, Gwangju, è una città metropolitana autonoma con rango di provincia.

## Geografia antropica

### Suddivisioni amministrative
Il Jeolla Meridionale è suddiviso in 5 città (si) e 17 contee (gun).

#### Città
- Mokpo (목포시, 木浦市)
- Yeosu (여수시, 麗水市)
- Suncheon (순천시, 順天市)
- Gwangyang (광양시, 光陽市)
- Naju (나주시, 羅州市)

#### Contee
- Contea di Boseong (보성군, 寶城郡)
- Contea di Damyang (담양군, 潭陽郡)
- Contea di Gangjin (강진군, 康津郡)
- Contea di Goheung (고흥군, 高興郡)
- Contea di Gokseong (곡성군, 谷城郡)
- Contea di Gurye (구례군, 求禮郡)
- Contea di Haenam (해남군, 海南郡)
- Contea di Hampyeong (함평군, 咸平郡)
- Contea di Hwasun (화순군, 和順郡)
- Contea di Jangheung (장흥군, 長興郡)
- Contea di Jangseong (장성군, 長城郡)
- Contea di Jindo (진도군, 珍島郡)
- Contea di Muan (무안군, 務安郡)
- Contea di Sinan (신안군, 新安郡)
- Contea di Wando (완도군, 莞島郡)
- Contea di Yeongam (영암군, 靈巖郡)
- Contea di Yeonggwang (영광군, 靈光郡)

## Sport
Dal 2010 al 2013 il Jeolla Meridionale ha ospitato la sede del Gran Premio di Corea di Formula 1, il quale si è disputato sul Circuito internazionale di Corea.
Dal 2014 ospita anche il Kuksu Mountains International Baduk Championship, un torneo internazionale di Go organizzato in onore di uno dei più grandi goisti sudcoreani, Lee Se-dol, nativo della regione.